# Скотт (округ, Айова)
Шаблон:StateAbbr_ 41°38′09″ пн. ш. 90°38′02″ зх. д. / 41.635833333333° пн. ш. 90.633888888889° зх. д.
Округ  Скотт (англ. Scott County) — округ (графство) у штаті  Айова, США. Ідентифікатор округу 19163. Центр - місто Давенпорт.

## Історія
Округ утворений 1837 року.

## Демографія
За даними перепису 
2000 року 
загальне населення округу становило 158668 осіб, зокрема міського населення було 135021, а сільського — 23647.
Серед мешканців округу чоловіків було 77627, а жінок — 81041. В окрузі було 62334 домогосподарства, 41895 родин, які мешкали в 65649 будинках.
Середній розмір родини становив 3,04.
Віковий розподіл населення поданий у таблиці:
| Стать    | До 15 років | 15-21 | 22-29 | 30-39 | 40-49 | 50-65 | 65-85 | Понад 85 |
| -------- | ----------- | ----- | ----- | ----- | ----- | ----- | ----- | -------- |
| Чоловіки | 17824       | 7823  | 8637  | 11313 | 12408 | 11954 | 7032  | 636      |
| Жінки    | 16850       | 7791  | 8631  | 11711 | 12689 | 12360 | 9277  | 1732     |

## Суміжні округи
- Клінтон — північ
- Рок-Айленд, Іллінойс  — схід і південь
- Маскетін — південний захід
- Седар — північний захід

## Виноски
1. ↑  U.S. Decennial Census. United States Census Bureau. Архів оригіналу за 19 липня 2018. Процитовано 20 липня 2014.
2. ↑  Historical Census Browser. University of Virginia Library. Архів оригіналу за 11 серпня 2012. Процитовано 20 липня 2014.
3. ↑  Population of Counties by Decennial Census: 1900 to 1990. United States Census Bureau. Архів оригіналу за 22 квітня 2014. Процитовано 20 липня 2014.
4. ↑  Census 2000 PHC-T-4. Ranking Tables for Counties: 1990 and 2000 (PDF). United States Census Bureau. Архів оригіналу (PDF) за 18 грудня 2014. Процитовано 20 липня 2014.
5. ↑  State & County QuickFacts. United States Census Bureau. Архів оригіналу за 18 липня 2011. Процитовано 20 липня 2014. [Архівовано 2011-08-27 у Wayback Machine.](англ.) Наведено за англійською вікіпедією.
6. ↑  American FactFinder. Бюро перепису населення США. Архів оригіналу за 26 лютого 2012. Процитовано 31 січня 2008. [Архівовано 2008-05-21 у Wayback Machine.]

| США | Це незавершена стаття з географії США. Ви можете допомогти проєкту, виправивши або дописавши її. |